# ألبرتا، ملكة قشتالة
ألبرتا هي ملكة قشتالة قرينة بزواجها من سانشو الثاني وأصبحت لاحقا أيضا ملكة ليون قرينة بعد استيلاء زوجها عليها، يعتقد أنها تكون أبنة ويليام الفاتح، فهي لا يعرف عنها شيئاً سوى زواجها من سانشو الثاني.